# Медаль добровольцев итало-австрийской войны 1915—1918 годов
Медаль добровольцев итало-австрийской войны 1915—1918 годов (итал. Medaglia di benemerenza per i volontari della guerra italo-austriaca 1915-1918) — итальянская награда, учреждённая указом итальянского правительства № 1163 от 1923 года, для награждения итальянских добровольцев в Великой войне.
Право н награждение также распространялось на принявших добровольное участие в последующих конфликтах. Медаль была упразднена в 2010 году.

## Критерии награждения
Медалью награждались достойно проявившие себя в боевых действиях, а также соответствующие одной из следующих категорий:
- люди призывного возраста, поступившие на службу в войска не менее чем за месяц до даты издания указа о вызове их на призывную комиссию;
- военнослужащие, признанные негодными к воинской службе из-за полученных на войне ранений или перенесённых заболеваний, но добровольно вернувшиеся в армию или на флот;
- военнослужащие второй и третьей категории, добровольно поступившие на военную службу не менее чем за четыре месяца до дня издания указа о призыве своей категории или категории и фактически зачисленные в действующий состав армия или флот до указанной даты;
- добровольцы, зачисленные, по крайней мере, за четыре месяца до их вызова на призывную комиссию, и поступившие на действительную службу в армию или флот до даты её официального начала;
- освобожденные по закону от военной службы, не менее чем за пять месяцев до 4 ноября 1918 года поступившие на действительную службу в армию или флот;

Добровольцы, павшие или раненые в бою, а также награждённые Савойским военным орденом или крестом «За боевые заслуги», награждались медалью, даже если не соответствовали требованиям выше.
С указом № 1529 от 1925 года награждались также дипломированные моряки, плававшим на торговых пароходах и не имевшие прямых военных обязательств, но получившие за службу крест «За боевые заслуги» или право на его получение.
С указом № 2127 от 1925 года критерии награждения регламентировались более подробно. Так, права на награждение лишались те, кто, несмотря на соответствие условиям, считались ответственными органами недостойными ввиду осуждения за уголовные преступления или совершения серьёзных моральных проступков.

### Знак добровольцев-ирредентистов
Согласно учредительному указу на медаль имели право итальянские граждане с подвластных противнику земель, записавшиеся в итальянскую армию.

Лента медали со Знаком добровольца-ирредентиста (образец 1923 года)

Впоследствии для итальянских иррентистов, поступивших добровольцами в итальянскую армию и флот в последней войне против Австро-Венгрии, указом № 1626 от 1921 года был учреждён Знак добровольцев-ирредентистов.

## Описание награды
Указ № 2180 от 1923 года постановлял, что медаль должна быть изготовлена из бронзы и иметь диаметр 32 мм. На аверсе был изображён женский профиль с короной в виде башни, символизирующий Италию и надпись «PER L'ITALIA», а на реверсе — надпись «VOLONTARI DI GUERRA MCMXV-MCMXVIII» и фигура добровольца, прощающегося со своей матерью.
Конкурс на изготовление медали выиграла компания Publio Morbiducci, но награду производили и другие компании.
Медали носилась на левой стороне груди на шёлковой красной ленте шириной тридцать семь миллиметров.
Согласно королевскому указу № 1626 от 1921 года получившие Знак добровольца-ирредентиста могли нашивать или наносить золотом на ленту и планку медали гербы Триеста, Тренто и Зары размером восемь миллиметров.